# 1. padalski bataljon (ZDA)
1. padalski bataljon (izvirno angleško 1st Parachute Battalion) je bila padalska enota Kopenske vojske Združenih držav Amerike.

## Zgodovina
Bataljon je bil ustanovljen 16. septembra 1940; v bataljon so vključili Padalski testni vod. 1. oktobra so bataljon preimenovali v 501. padalski bataljon. 